# Jermaine Pennant
Jermaine Lloyd Pennant (* 15. Januar 1983 in Nottingham) ist ein ehemaliger englischer Fußballspieler jamaikanischer Abstammung.

## Vereinskarriere
Im Alter von 15 Jahren verließ Pennant seinen Heimatklub Notts County und wechselte für 3 Mio. € zum FC Arsenal. Sein Profi-Debüt für die Londoner gab er am 30. November 1999 in einer League Cup Partie gegen den FC Middlesbrough. Pennant war damals mit 16 Jahren und 319 Tagen der jüngste Spieler, der jemals für die erste Mannschaft des FC Arsenal aufgelaufen ist. Mittlerweile wurde dieser Rekord allerdings von Cesc Fàbregas gebrochen. In den kommenden Monaten wurde Pennant zwar im League Cup eingesetzt, sein Debüt in der Premier League blieb allerdings vorerst aus.
Um Spielpraxis zu sammeln wurde er zu Beginn des Jahres 2002 für einen Monat an den FC Watford ausgeliehen, für die er mehrere Spiele in der Football League First Division, der damals zweithöchsten englischen Liga, absolvierte. Nach seiner Rückkehr zum FC Arsenal gab Pennant am 24. August 2002 sein Debüt in der Premier League, als er bei einer Partie gegen West Ham United eingewechselt wurde.
Am Ende des Jahres 2002 wurde Pennant erneut an den FC Watford ausgeliehen. Nachdem er im Februar 2003 zu Arsenal zurückgekehrt war, stand er im Mai 2003 zum ersten Mal in der Startformation der Londoner. Beim 6:1-Erfolg gegen den FC Southampton hatte Pennant einen fulminanten Einstand und erzielte 3 Tore. Diese sollten allerdings die einzigen Treffer in seiner Zeit für die „Gunners“ bleiben. Zur Saison 2003/04 wurde Pennant erneut verliehen, diesmal an Leeds United. Das ursprünglich auf zwei Monate ausgelegte Leihgeschäft wurde dabei sukzessive bis in den Mai 2004 verlängert.
Im Februar 2005 wurde Pennant an Birmingham City ausgeliehen, die ihn trotz seiner Verkehrsdelikte und der daraus resultierenden Haftstrafe im April 2005 dauerhaft unter Vertrag nahmen. Im Team seines neuen Arbeitgebers war er im rechten offensiven Mittelfeld eine feste Größe und bestritt in der Saison 2005/06 alle 38 Premier-League-Spiele für Birmingham, konnte aber den Abstieg in die Football League Championship nicht verhindern.
Am 26. Juli 2006 wechselte Pennant zum FC Liverpool, wo er für vier Jahre unterschrieb. Für die Reds lief er u. a. im Champions-League-Finale 2007 auf, bei dem Liverpool dem AC Milan unterlag. Nachdem Pennant in der Saison 08/09 nur zu drei Einsätzen in der Premier League gekommen war, wurde er am 20. Januar an den FC Portsmouth ausgeliehen.
Zur Saison 09/10 wechselte Pennant zum spanischen Erstligisten Real Saragossa. Dort bestritt er in seinem ersten Jahr 25 Spiele in der Primera División. Am 31. August 2010 wechselte Jermaine Pennant für ein halbes Jahr auf Leihbasis zum englischen Erstligisten Stoke City.

## Nationalmannschaftskarriere
Trotz Disziplinproblemen bestritt Pennant 24 Spiele für die englische U-21-Nationalmannschaft, darunter drei Spiele bei der U-21-Europameisterschaft 2002 in der Schweiz. Damit gehört er zu den fünf Spielern mit den meisten Einsätzen für das englische U-21-Team.
Für die englische Nationalmannschaft kam Jermaine Pennant bislang noch nicht zum Einsatz.

## Sonstiges
Pennant wurde im Jahr 2004 zu einem 16-monatigen Führerscheinentzug verurteilt, nachdem er in London auf der falschen Spur gefahren war. Am 23. Januar 2005 geriet er erneut in London in eine Verkehrskontrolle, bei der ein erhöhter Alkoholspiegel festgestellt wurde. Pennant war zu diesem Zeitpunkt noch nicht wieder im Besitz eines Führerscheins und wurde deshalb wegen Trunkenheit am Steuer zu 90 Tagen Haft verurteilt.
Von diesen 90 Tagen saß er insgesamt 30 Tage ab und wurde danach auf Bewährung entlassen. Nach seiner Entlassung aus der Haft musste er eine elektronische Fußfessel tragen, die er auch auf dem Platz nicht ablegen durfte.